# Revelation (album d'Ultravox)
Pour les articles homonymes, voir Révélation (homonymie).
Albums de Ultravox
U-Vox
(1986) Ingenuity
(1994)
Revelation est le neuvième album studio d'Ultravox, sorti en 1993. Le claviériste Billy Currie est le seul membre d'origine du groupe encore présent : il s'entoure de nouveaux musiciens pour cet album et pour son successeur, Ingenuity, sorti l'année suivante. Aucun de ces deux albums ne rencontre un grand succès commercial.

## Titres
1. I Am Alive (Currie, Fenelle, Gammons) – 4:56
2. Revelation (Currie, Fenelle, Gammons) – 4:06
3. Systems of Love (Currie, Fenelle, Gammons) – 4:32
4. Perfecting the Art of Common Ground (Currie, Fenelle, Laffy) – 5:17
5. The Great Outdoors (Currie, Fenelle) – 4:12
6. The Closer I Get to You (Currie, Fenelle) – 4:13
7. No Turning Back (Currie, Fenelle) – 4:21
8. True Believer (Currie, Fenelle, Gammons) – 4:56
9. Unified (Currie, Fenelle) – 4:27
10. The New Frontier (Currie, Fenelle, Gammons) – 4:43

## Musiciens
- Billy Currie : synthétiseur, claviers, violon, alto
- Tony Fenelle (en) : guitare, chant

Personnel additionnel :
- Gerry Laffy : guitare additionnelle sur (1, 7)
- Neal Wilkinson : batterie sur (1, 4)
- Jackie Williams : chœurs sur (2, 3)
- Richard Niles (en) : arrangements et direction des cordes sur (1, 10)